# Едмунд Мортімер
Едмунд Мортімер (англ. Edmund Mortimer; 21 серпня 1874 — 21 травня 1944) — американський актор і кінорежисер.
Едмунд Мортімер Олсон (англ. Edmund Mortimer Olson) народився 21 серпня 1874 року.
Сім'я Мортімера була відомою в суспільстві в Брукліні та Вашингтоні. Його батько (також на ім'я Едмунд Мортімер Олсон) був капітаном ВМС США. У дитинстві Мортімер співав у церковних хорах і брав участь в інших музичних заходах у Брукліні. Його військова служба включала членство; у другому військово-морському батальйоні та в роті C 23-го полку.
Мортімер почав виступати на сцені в 1904 році і продовжував виступати з кількома театральними компаніями. Він знявся у більш ніж 250 фільмах між 1913 і 1945 роками. Він також зняв 23 фільми між 1918 і 1928 роками, включаючи «Ромео в Аризоні» (1925).